# Oberschlesische Eisenbahn

Karte von Oberschlesien 1905

Die Oberschlesische Eisenbahn AG (OSE) war eine 1841 gegründete Privatbahn in Preußen. Sie baute die 1847 fertiggestellte normalspurige Hauptbahnstrecke Breslau–Kosel–Myslowitz.
Ab 1851–1855 wurde von ihr ein Schmalspurnetz mit der schon vorher von mehreren Werksbahnen des Oberschlesischen Kohlereviers verwendeten Spurweite 785 mm errichtet.

## Hauptbahn

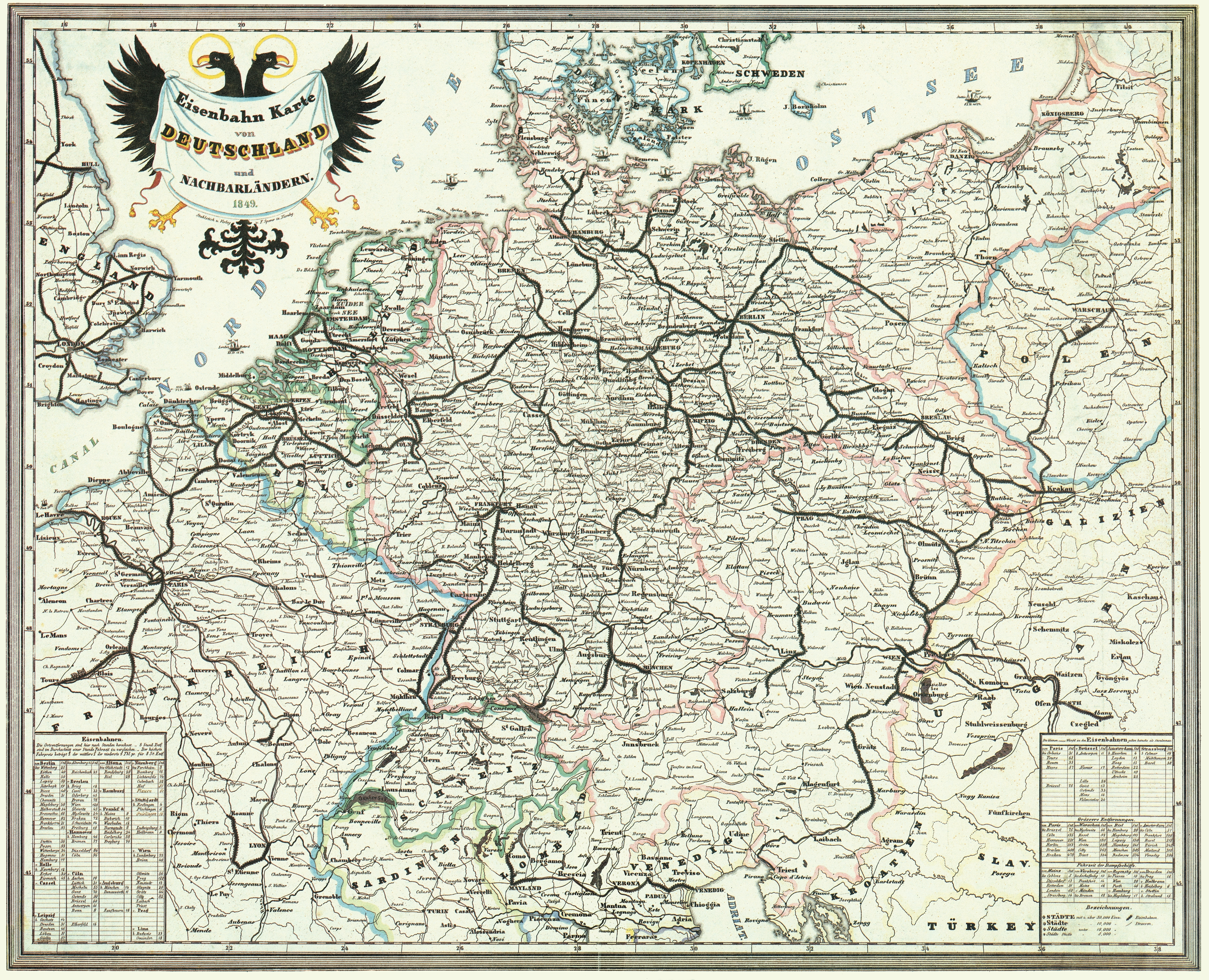
Bahnkarte von Deutschland und Nachbarländern 1849. Dünn eingetragene Strecken waren erst projektiert oder in Bau.

### Betriebsgeschichte

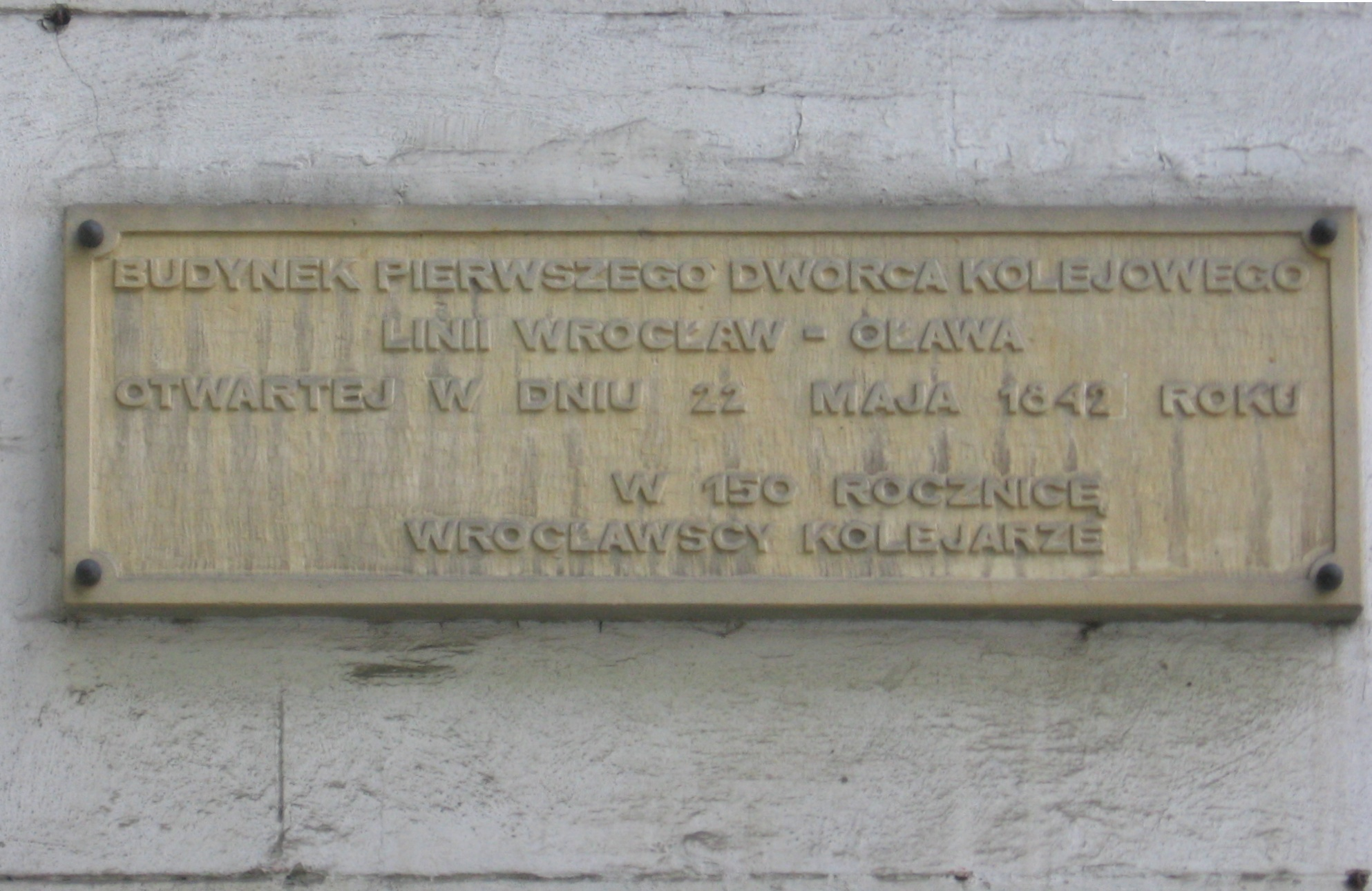
Am ehemaligen Oberschlesischen Bahnhof in Wrocław (Breslau)

Der Abschnitt von Breslau nach Ohlau ging am 1. April 1842 in Betrieb, der Bahnhof Kosel in Kandrzin wurde im November 1845 erreicht, Gleiwitz im Oktober 1846, Myslowitz am 18. Oktober 1847.
Mitgründer und erster Verwaltungsdirektor war Friedrich Lewald (1794–1858), ein Onkel der Schriftstellerin Fanny Lewald. Ab 1855 war Albert Maybach als Staatskommissar bei der Oberschlesischen Eisenbahn eingesetzt.
Die OSE übernahm 1856 die Betriebsführung der nördlich anschließenden Stargard-Posener Eisenbahn und eröffnete am 29. Oktober 1856 die 164 km lange Bahnstrecke Breslau-Posen (Poznań).
1857 übernahm der preußische Staat den Eisenbahnbetrieb auf allen Vollspurstrecken der OSE auf deren Rechnung; am 1. Juli 1886 ging die OSE in dessen Eigentum über.

### Historische Bedeutung

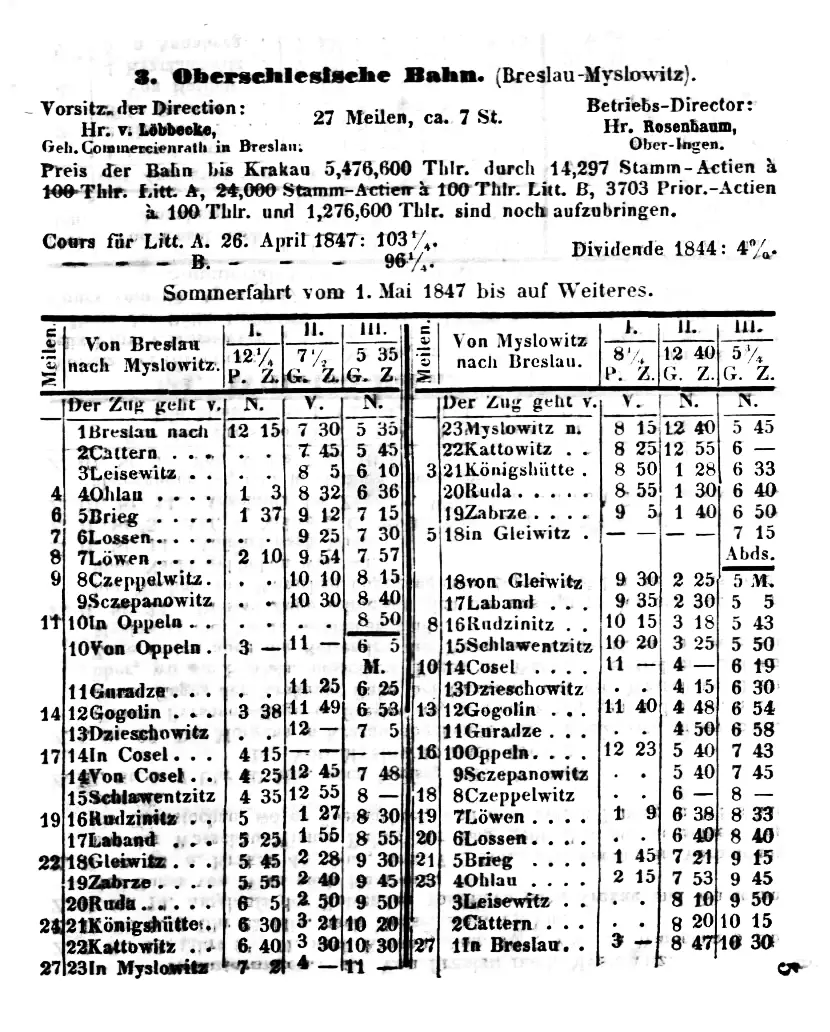
Fahrplan 1847

Mitte des 19. Jahrhunderts war die Strecke ein Kernstück des europäischen Eisenbahnnetzes. Einerseits hatte sie über die 1846 fertiggestellte Niederschlesisch-Märkische Eisenbahn Verbindung nach Berlin und zum nordwesteuropäischen Bahnnetz. Andererseits war sie sowohl über die Krakau-Oberschlesische Eisenbahn (13. Oktober 1847) als auch die Strecke Cosel–Oderberg der Wilhelmsbahn (1. September 1848) mit der österreichischen Kaiser-Ferdinands-Nordbahn nach Wien verbunden. An die Krakau-Oberschlesische Bahn war ab 1848 außerdem die Warschau-Wiener Eisenbahn im russischen Kongresspolen angebunden.

### Streckenverlauf

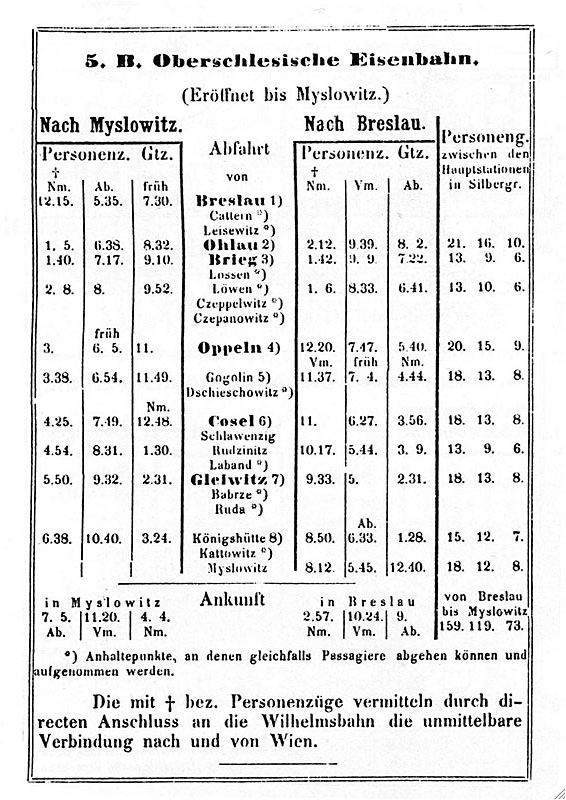
Fahrplan der Oberschlesischen Eisenbahn kurz nach Eröffnung der Verbindung nach Österreich

- Stammstrecke: Breslau (heute Wrocław), Ohlau (heute Oława), Brieg (heute Brzeg), Oppeln (heute Opole), Cosel (heute Kędzierzyn-Koźle), Zabrze (1915–1945 Hindenburg), Kattowitz (heute Katowice), Myslowitz (heute Mysłowice).

1847 brauchten die Züge für die 196,3 km lange Strecke 6½ Stunden.
Heute ist der Streckenabschnitt zwischen Wrocław und Opole Teil der PKP-Strecke Nr. 132 (Bytom (Beuthen) (unterbrochen) – Pyskowice (Peiskretscham) – Opole – Wrocław) und der europäischen Hauptachse E 30. Der Abschnitt von Opole nach Kędzierzyn-Koźle bildet die Bahnstrecke Kędzierzyn-Koźle–Opole, der Abschnitt von Kędzierzyn-Koźle nach Katowice ist Teil der PKP-Strecke Nr. 137 (Katowice – Legnica (Liegnitz)).